# Fenomen psicosomàtic
El fenomen psicosomàtic és un concepte de la psicoanàlisi referit a una lesió orgànica d'origen psicològic: és un símptoma físic que se suposa que és causat per un sofriment mental.

## Definició del concepte
Tot i que des de la psiquiatria es parla d'afecció psicosomàtica i no de símptoma psicosomàtic, des de la psicoanàlisi se l'anomena fenomen psicosomàtic i no símptoma perquè, a diferència d'aquest, no és una formació transaccional o de compromís entre forces oposades en conflicte, sinó una lesió física susceptible de ser apreciada al cos del pacient.
Ment i cos es troben indissolublement units. Els fets psíquics repercuteixen en el cos fisiològic de la mateixa manera que els fets somàtics afecten la ment.
Molts investigadors han estudiat aquest tipus de símptomes o fenòmens, com Joyce McDougall, Pierre Marty, Christian David, Michel de M'uzan, Angel Garma, Franz Alexander, Durban, Margolin, Luis Chiozza, Sami-Ali, Christian David, Thure von Uexkuel, J. Loriod, M. Sperling, Peter Sifneos, o Marie Langer.

## Quadre clínic
El fenomen psicosomàtic o FPS apareix en pacients amb malalties considerades per la medicina com psicosomàtiques.
Entre aquestes trobem des d'afeccions al·lèrgiques de la pell, algunes grips o migranyes fins a estats hipertèrmics. L'FPS apareix en patologies com l'asma bronquial, l'úlcera gàstrica, la gastritis, la colitis ulcerosa, la síndrome de còlon irritable, la hipertensió arterial, la neurodermatitis, l'artritis reumatoide, la síndrome de fatiga crònica, la síndrome de Kearns-Sayre, la síndrome de Klippel-Feil, la tirotoxicosi, alguns tipus de fibromiàlgia, l'infart de miocardi, la malaltia de Crohn, la urticària, el lupus eritematós sistèmic, l'alopècia, la febre del fenc, algunes malalties coronàries, algunes d'atòpiques, algunes dermatitis, alguns tipus de diabetis, alguns tipus de càncer, la porpra trombocitopènica idiopàtica, la blefaritis, algunes malaties culturals, algun hipertiroïdisme, algun hipotiroïdisme, els èczemes o la psoriasi, totes en poden ser missatges silenciosos del cos.
Alguns científics arriben a suggerir que la meitat de les malalties tenen un origen psicosomàtic.

## Etiologia segons la psicoanàlisi
En el FPS el conflicte pulsional s'expulsa de la psique i es descarrega en el cos. Quan algunes emocions doloroses són massa excitants i l'angoixa es torna intolerable per al subjecte, la tensió pulsional se'n drena cap a fora. La lesió s'incrusta en el cos sense haver passat per l'inconscient.
El resultat és que no en resta cap petjada del conflicte intern. El dolor no arriba mai a adquirir una representació mental perquè el subjecte se sent incapaç d'enfrontar-lo.
El pacient queda, així, desconnectat de la seua realitat psíquica.
Igual que el símptoma neuròtic, el FPS seria un intent de guariment fallit; però, en aquest cas, la necessitat d'ofegar les emocions en lloc de contenir-les produeix un doblegament dels afectes.
Per això, enfront d'un fet que per a qualsevol neuròtic podria resultar angoixant i produir-li un fort dolor emocional, en aquest tipus de pacients s'observa una manca d'afecte. En lloc d'una elaboració psíquica el que hi ha és un ofec dels afectes.
Però aquest ofec dels afectes és patològic. El que ocorre no és que al subjecte no el pertorbe l'esdeveniment traumàtic, sinó que el dolor seria massa intolerable com perquè puga suportar-lo. Amb l'aparició del FPS el subjecte roman alié al seu dolor emocional. No queden petjades psíquiques del fet. La psique evacua tan ràpidament qualsevol irrupció emocional que es produeix una disfunció somàtica en el seu lloc. Hi ha una inscripció directa en l'òrgan sense mediació de l'inconscient.
El pacient no sospita d'una dimensió psicològica de les seues malalties perquè les tensions libidinals mai les ha reconegut.
Aleshores es produeix una escissió patològica entre psique i soma: el conflicte s'exterioritza i l'escenari n'és el cos.
La pulsió s'encarna en el cos, que parla pel subjecte en les seues lesions.
L'afecte no rep una elaboració psíquica i segueix un curs exclusivament somàtic, reduït a pura expressió fisiològica que lesiona allò real del teixit. Aquesta lesió no pot ser restaurada per la paraula perquè no és metàfora de res, com en la conversió, ni es compon de significants. L'inconscient hi resta fora de joc.
Quan es parla de pacient psicosomàtic, normalment és perquè aquesta és la manera de defensa primordial que hi apareix. Alguns subjectes tenen més disposició per un FPS quan altres en tindrien símptomes neuròtics o psicòtics. L'específic del fenomen psicosomàtic és que és el resultat d'un mecanisme d'evitació que no es compensa amb la creació de símptomes psicològics.

## Diagnòstic
El fenomen psicosomàtic no és una mena de símptoma que pertanga a una estructura mental específica ni a una patologia concreta. Es pot presentar tant en una estructura de personalitat neuròtica com en una de perversa o una de psicòtica.
El terme psicosomàtic remet a una patologia del psicosoma, és a dir, a trastorns orgànics en què la disfunció fisiològica és demostrable, però que, també, estan lligats a l'estructura de la personalitat de qui pateix els símptomes, o hi ha una connexió amb situacions d'estrés patides pel subjecte.
En un pacient psicosomàtic el que es pot observar, si es mira des de fora, és un individu totalment normal, sense símptomes neuròtics ni psicòtics, amb uns símptomes fisiològics deslligats completament de les seues representacions mentals. No n'associa res amb la malaltia somàtica, com en la histèria.

## Diagnòstic diferencial
Cal diferenciar el FPS del símptoma conversiu i de l'hipocondríac.
En el símptoma conversiu histèric, la zona corporal afectada adquireix un significat simbòlic pulsional. La formació del símptoma és un intent de resolució del conflicte psíquic. La representació insuportable es fa inofensiva perquè l'excitació pulsional es trasllada al cos; l'afecte es tramita per via corporal; però, a diferència del FSP, en aquest cas sí que hi ha una activitat psíquica. En la conversió el dolor psíquic esdevé dolor corporal, però en el FPS moltes voltes ni tan sols hi ha dolor físic.
En la conversió, el dolor i la idea adquireixen una representació mental primer conscient i després insconscient. En desallotjar la representació de la consciència reprimint-la, el subjecte trasmuda la magnitud de l'afecte en dolor somàtic, però sense lesionar l'òrgan: per això els símptomes histèrics són mòbils. En associar lliurement, el significant que apareix en el discurs del pacient es pot combinar amb altres significants per processar-lo per les lleis de l'incoscient i es pot arribar a recordar la representació censurada.
En canvi, en l'acte simptomàtic de psicosomatització hi ha una resposta somàtica davant d'una tensió pulsional, però no es descarrega l'afecte sinó que aquest desapareix totalment i l'òrgan queda lesionat.
La diferència amb la hipocondria és que en aquesta el pacient creu estar malalt però no ho està, això és, no hi ha lesió orgànica.

## Fenomen psicosomàtic per a la psicoanàlisi
Segons la psicoanàlisi, el FPS també és un intent de curació igual que altres tipus de símptomes com els neuròtics de les fòbies, neurosis obsessives o histèries, però, en lloc d'emprar el mecanisme defensiu de la repressió, el que entra en joc és el repudi psíquic anomenat forclusió. A diferència de les psicosis, en què la representació inconciliable és retinguda apartada del jo amb un bandejament parcial del món exterior, aquests pacients no perden contacte amb la realitat exterior, sinó amb una part de la seua realitat psíquica interior.
Per a Jacques Lacan en el FPS no se'n substitueix un significant per un altre, sinó que els significants se superposen. Així, el subjecte ja no apareix més com a equívoc sinó inseparable d'una espècie de monòlit S1-S2.
Si se superposa el significant i S1 queda pegat a S2, el significant no és disponible per produir formacions de l'inconscient.
No hi ha malentés, el sentit n'és unívoc, és un signe i no un significant. Per això, el FPS no és un símptoma desxifrable ni interpretable. No és una formació de l'inconscient, no produeix associacions lliures, no és una articulació significant, no hi ha metàfora ni metonímia.

## Tractament
El tractament consisteix, en primer lloc, en el tractament clínic del símptoma. El pacient ha d'usar les medicacions indicades segons la seua simptomatologia.
Els tractaments existents ataquen i prevenen les crisis simptomàtiques.
El tractament farmacològic es realitza d'acord amb el símptoma predominant. A més, es tracta de fer canvis en l'estil de vida del pacient i tractar les alteracions psicològiques associades amb una psicoteràpia que podria ser psicoanalítica.
Des de distints corrents psicoterapèutics se n'han assolit resultats positius amb una disminució dels símptomes. S'hi recomana un tractament combinat. N'és fonamental l'abordatge multidisciplinari basat en un tractament farmacològic i psicològic alhora. La unió entre farmacologia dirigida al símptoma orgànic i psicoteràpia ha resultat de molt millor pronòstic que la farmacologia sola.
Des de la teoria lacaniana la direcció de la cura intenta generar aquest interval entre S1-S2: promoure que els significants puguen tornar a funcionar com a tals.